# Stepmom
Stepmom is een Amerikaanse film uit 1998 geregisseerd door Chris Columbus. De hoofdrollen worden vertolkt door Julia Roberts en Susan Sarandon.

## Verhaal
Jackie en Luke zijn gescheiden, maar hun kinderen Anna en Ben kunnen dit moeilijk aanvaarden. Bovendien is er een nieuwe vrouw in het leven van hun vader: Isabel, een succesvolle fotograaf. Ze doet haar best om de kinderen zo goed mogelijk op te voeden, maar ze houdt ook van haar job en wil die niet opgeven. Jackie vindt dat Isabel haar rol als moeder niet goed vervult. Ze begrijpt niet dat haar werk ook belangrijk is. Als Jackie te weten komt dat ze kanker heeft en dat dit haar fataal kan zijn, wil ze het weer goed maken met Isabel.

## Rolverdeling
| Acteur             | Personage       |
| ------------------ | --------------- |
| Julia Roberts      | Isabel Kelly    |
| Susan Sarandon     | Jackie Harrison |
| Ed Harris          | Luke Harrison   |
| Jena Malone        | Anna Harrison   |
| Liam Aiken         | Ben Harrison    |
| Lynn Whitfield     | Dr. P. Sweikert |
| Darrell Larson     | Duncan Samuels  |
| Mary Louise Wilson | Mevr. Franklin  |
| Andre B. Blake     | Cooper          |
| Russel Harper      | foto-assistent  |

## Prijzen en nominaties
- 1999 - Blockbuster Entertainment Award
  - Gewonnen: Beste actrice in een drama (Julia Roberts)
  - Genomineerd: Beste actrice in een drama (Susan Sarandon)
  - Genomineerd: Beste vrouwelijke bijrol (Jena Malone)
- 1999 - Golden Globe
  - Genomineerd: Beste actrice in een drama (Susan Sarandon)
- 1998 - SDFCS Award
  - Gewonnen: Beste actrice (Susan Sarandon)
- 1999 - Golden Satellite Award
  - Genomineerd: Beste actrice in een drama (Susan Sarandon)
- 1999 - Teen Choice Award
  - Genomineerd: Beste dramafilm
- 1999 - Young Artist Award
  - Gewonnen: Beste dramafilm
  - Gewonnen: Beste actrice (Jena Malone)
  - Gewonnen: Beste acteur (Liam Aiken)
- 1999 - YoungStar Award
  - Gewonnen: Beste actrice in een dramafilm (Jena Malone)

## Trivia
- De dochter van Chris Columbus, Eleanor Columbus, verschijnt ook in de film.